# Anton Azwanger
Anton Azwanger (* 1. Dezember 1887 in Rattenberg; † 31. Jänner 1949 in Steyr) war ein oberösterreichischer Politiker (SPÖ) und Lehrer. Azwanger war Abgeordneter zum Oberösterreichischen Landtag und von 1945 bis 1949 Landesrat in der Oberösterreichischen Landesregierung.

## Ausbildung und Beruf
Azwanger wuchs in Tirol auf und entstammte einer alten Tiroler Patrizierfamilie, wobei seine Vorfahren in führenden Positionen am Tiroler Volksaufstand beteiligt waren. Atzwanger absolvierte seine Pflichtschulausbildung in Tirol und besuchte die Lehrerbildungsanstalt in Innsbruck, die er mit der Matura abschloss. In der Folge arbeitete er als Lehrer in Tirol, Niederösterreich und Oberösterreich. Nach seinem Einsatz im Ersten Weltkrieg arbeitete Atzwanger als Lehrer in Waxenberg und Steyr. Dort wurde auch die Anton-Azwanger-Straße nach ihm benannt.

## Politik
Während des Ersten Weltkriegs diente Azwanger als Reserveoffizier und schloss sich infolge der Kriegsereignisse und der Not der Nachkriegsjahre den Sozialdemokraten an. Er studierte nach dem Ersten Weltkrieg den theoretischen Sozialismus und engagierte sich in der Kommunalpolitik. Er stieg zum Vizebürgermeister von Steyr auf und war vor allem in der Kulturpolitik und der Fürsorgepolitik engagiert. Im Zuge der Niederschlagung der Februarkämpfe und der Machtübernahme der Nationalsozialisten wurde Azwanger pensioniert und mehrfach verhaftet. Er arbeitete in einer Widerstandsgruppe in Steyr mit und war gezwungen, als Versicherungsagent zu arbeiten. Nach dem Ende des Zweiten Weltkriegs wurde Azwanger am 13. Dezember 1945 als Abgeordneter zum Oberösterreichischen Landtag angelobt und gehörte ab diesem Tag auch der Landesregierung Gleißner IV an. Er verstarb in seinem Amt nach langer, schwerer Krankheit.